# Aniello Criscuolo
Aniello Criscuolo (Pagani, 13 maggio 1827 – Roma, 30 aprile 1849) è stato un poeta e militare italiano.
Passò l'infanzia nell'omonimo palazzo di famiglia a Pagani, ma già nel 1848 fece parte di un contingente di volontari che combatté contro gli austriaci partecipando a varie azioni militari nei corpi franchi in una difficile campagna tra Lombardia e Trentino. Arruolatosi successivamente in un drappello della Legione Garibaldi in difesa della Repubblica Romana. Morì in un combattimento nel Giardini Vaticani. Fu amico di Tommaso Grossi, di Giacinto Mompiani e di Felice Corsini. Fu seppellito nel cimitero di Santo Spirito.
Al Criscuolo è stata dedicata una via e una scuola secondaria di I grado nel suo paese natale